# Villa Basilica
Villa Basilica est une commune italienne de la province de Lucques, dans la région Toscane.

## Économie
- Sofidel

## Administration
| Période                                  | Période | Identité | Étiquette | Qualité |
| ---------------------------------------- | ------- | -------- | --------- | ------- |
|                                          |         |          |           |         |
| Les données manquantes sont à compléter. |         |          |           |         |

### Communes limitrophes
Bagni di Lucca, Borgo a Mozzano, Capannori, Pescia

### Personnalités nées à Villa Basilica
- Giulia Ammannati
- Antonio Franchi
- Sebastiano Paoli
- Pietro Perna